# Фёдоров, Юрий Иванович (писатель)
Юрий Иванович Фёдоров (28 июля 1931, Томск, Западно-Сибирский край, РСФСР, СССР — 23 января 2012, Москва, Россия) — советский историк и российский писатель

, автор исторических романов.

## Биография
Юрий Фёдоров родился в Томске в семье военнослужащего. В 1954 году он закончил исторический факультет МГУ, в 1957—1977 годах работал в АПН заведующим отделом экономики, заместителем главного редактора, главным редактором. Публиковал прозу с 1956 года, в 1983 году стал членом СП СССР. Академик РАЕН, вице-президент Международной славянской академии, основатель издательства «Русское слово».

## Книги
- Там, за холмом — победа. Повесть. — М., 1970.
- Ключ к «Цитадели». — М., 1976.
- Погибли в бою. Повести. — М., 1980.
- Сто шагов на брата. — М., 1982.
- Да не прощён будет. — М., 1983 (роман о царевиче Алексее).
- Державы для… — М., 1983 (роман о Григории Шелихове).
- Борис Годунов. — М., «Детская литература», 1991.
- Поручает Россия. — М., «Армада», 1997 (роман о Петре Андреевиче Толстом).
- Ждите, я приду. — М., «Русское слово», 1998 (роман о Чингисхане).
- Розыск. Дороги и казематы тайного советника В. Н. Татищева. — М., «Русское слово», 2007.